# 앙투안 쿠아즈보
샤를 앙투안 쿠아즈보 (Charles Antoine Coysevo / 프랑스어 발음: [kwazəvo], 1640년 9월 29일~1720년 10월 10일)은 17세기에 활동한 프랑스의 조각가로, 바로크 양식과 루이 14세 양식의 작품들을 제작하였다. 대표작으로 베르사유궁과 정원의 장식 조각품과 흉상이 유명하다.

## 생애
1640년 9월 29일 프랑스 왕국 리옹시에서 태어났다. 쿠아즈보의 가문은 프랑슈콩테 (당시 스페인령)에서 이주해왔으며 아버지도 조각가로 활동하였다. 17살 때 생애 첫 작품으로 성모자상을 제작하였다.
1657년 파리로 건너와 조각가 루이 르랑베르의 공방에 취직하였다. 이 시기에는 〈메디치의 비너스상〉, 〈카스토르와 폴룩스〉 등 고대 로마 시대의 대리석 사본을 제작하며 실력을 한층 다듬어 나갔다. 1666년 르랑베르의 조카딸인 마르그리트 킬레리에 (Marguerite Quillerier)와 결혼하였으나 1년 만에 아내를 잃고, 1679년 클로드 부르딕트(Claude Bourdict)와 재혼했다. 1667년 스트라스부르 주교구의 퓌르스텐베르크 추기경으로부터 사베른 성의 조각상을 제작해 줄 수 있겠느냐는 요청을 받고, 그곳에서 4년간 머무르며 작품제작에 몰입한 뒤 1671년 파리로 돌아왔다.
1676년 프랑스 국왕의 전속화가였던 샤를 르브룅의 흉상을 제작한 공로로 왕립 회화 조각 아카데미에 입성하였다. 르브룅이 주도하는 조각·회화·장식 부문 우수작가로 선발되어 1677년~1685년 왕실에서 건설하던 베르사유궁의 건물과 정원의 장식을 담당하게 되었다. 이후 1701년~1709년 국왕 루이 14세가 베르사유궁의 어지러운 사교행사와 의식에서 도피하기 위하여 마를리궁을 짓기 시작하자 쿠아즈보도 그곳에 동행해 수많은 작품을 남겼다.
예술계에서도 쿠아즈보의 명성은 꾸준히 성장해 왔다. 1678년 왕립 아카데미 교수에 임명되고, 1702년에는 아카데미 회장이 되어 연금 4천 리브르를 지원받게 되었다. 아카데미 회장 재직 당시 조카 니콜라스 쿠스투 (1659년~1733년)와 기욤 쿠스투 (1677년~1746년)을 비롯한 프랑스 조각계의 한 세대를 교육하는 데 힘썼으며, 쿠아즈보의 가르침을 받은 작가들은 18세기 초 프랑스 조각계의 주요 작가로 거듭났다.
1720년 10월 10일 파리에서 만 80세의 나이로 사망했다.

## 작품 활동

### 기념상
쿠아즈보는 특정 관념을 인간화한 조각상을 다수 제작하였다. 이러한 기념상의  대표작은 베르사유궁에서 만날 수 있다. 가장 유명한 작품으로는 베르사유 궁전 내부의 '전쟁의 방'에 내걸려 있는 루이 14세의 거대한 부조 기마상이다. 작품 속의 국왕은 로마 황제 카이사르의 모습으로 말을 타고 적을 짓밟는 자세를 취하고 있으며 '승리'가 사람의 모습으로 나타나 월계관을 수여하고 있다. 이밖에도 〈정의의 상〉, 〈권력의 상〉, 〈가론강〉 등의 작품이 베르사유궁에 위치한 쿠아즈보의 작품이다.
마를리궁에서는 〈메르쿠리우스〉와 〈페메〉를 제작하였으며, 공원에 놓일 4대 조각상으로 〈센강〉, 〈마른강〉, 〈넵투누스〉, 〈암피트리테〉를 제작하였다. 1699년 기상여건에 강한 석고상으로 먼저 제작되었고, 1705년 대리석상이 완성되어 기존의 석고상을 대체하였다. 이후 1796년 프랑스 혁명 당시 국유재산 (biens nationaux)으로 압수되어 흩어지게 되었는데, 〈센강〉과 〈마른강〉은 생클루궁으로 옮겨졌고 〈넵투누스〉와 〈암피트리테〉는 1801년 브레스트로 이전되었다. 1708년~1710년에도 마를리궁에 설치될 조각상 3점을 추가로 제작하였는데 그 제목은 〈판〉, 〈플로라〉, 〈드리아데스〉이다. 〈판〉은 현재 루브르 박물관에, 〈플로라〉와 〈드리아데스〉는 튀일리궁에 소장되어 있다.
파리 앵발리드 왕실 예배당 중앙돔의 정면에도 쿠아즈보가 조각한 샤를마뉴 대제의 석상이 설치되어 있다. 이 조각상은 당대 왕실 조각가였던 니콜라스 쿠스투의 루이 11세 조각상과 짝을 이룬다. 앵발리드 예배당 윗층에 설치된 4대 미덕의 우화상 역시 쿠아즈보의 작품이다.
상술한 작품 외에도 석관용이나 장례용 조각상을 총 12점 남겼는데, 생퇴스타슈 교회에 설치된 콜베르의 조각상, 루브르 박물관에 소장된 마자랭 추기경의 조각상, 생니콜라스뒤샤르도네 교회의 르브룅 조각상 등이 대표작으로 꼽힌다.

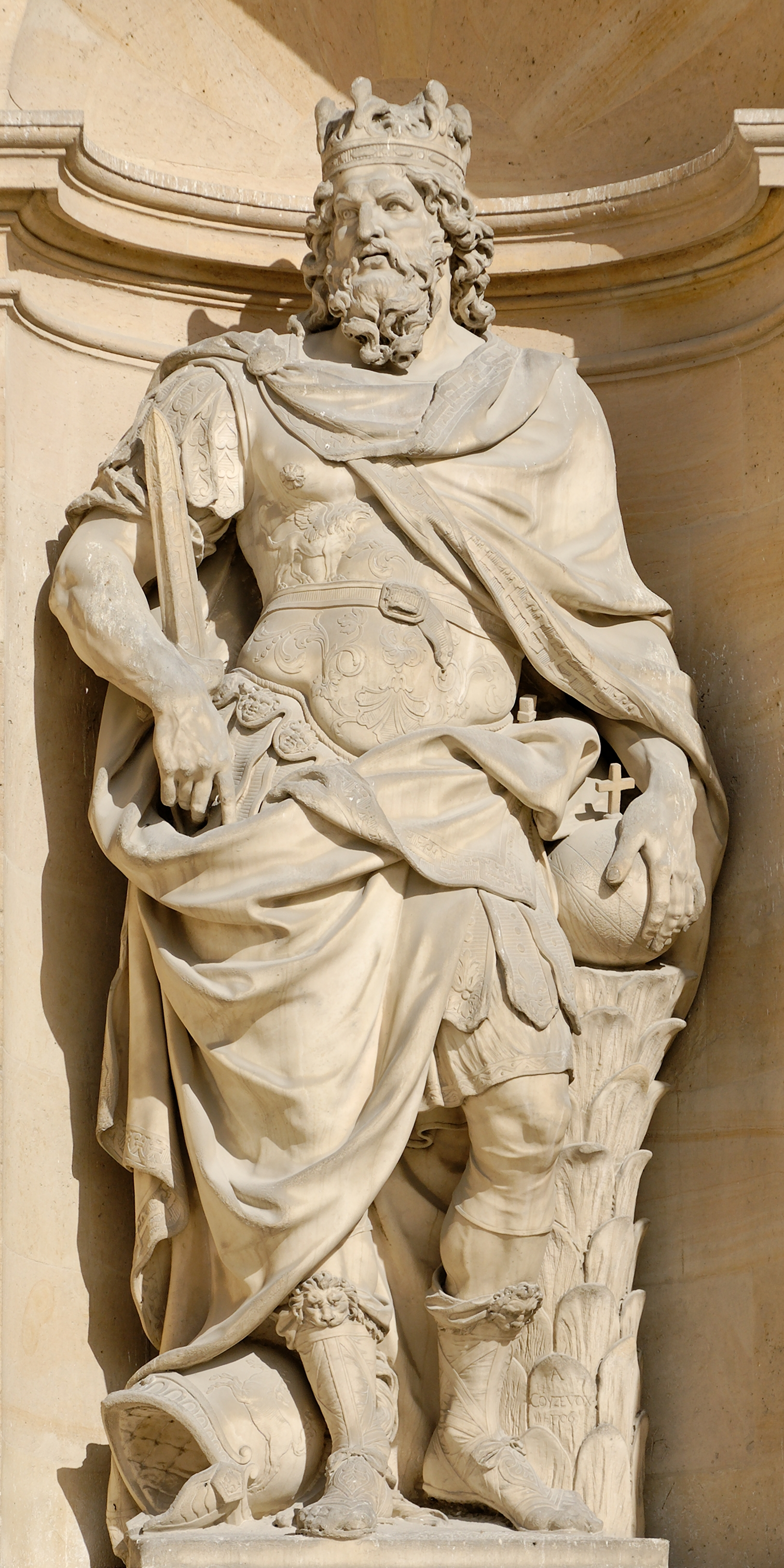
〈샤를마뉴〉 (1706년), 파리 앵발리드의 중앙돔 오른편 벽감에 설치
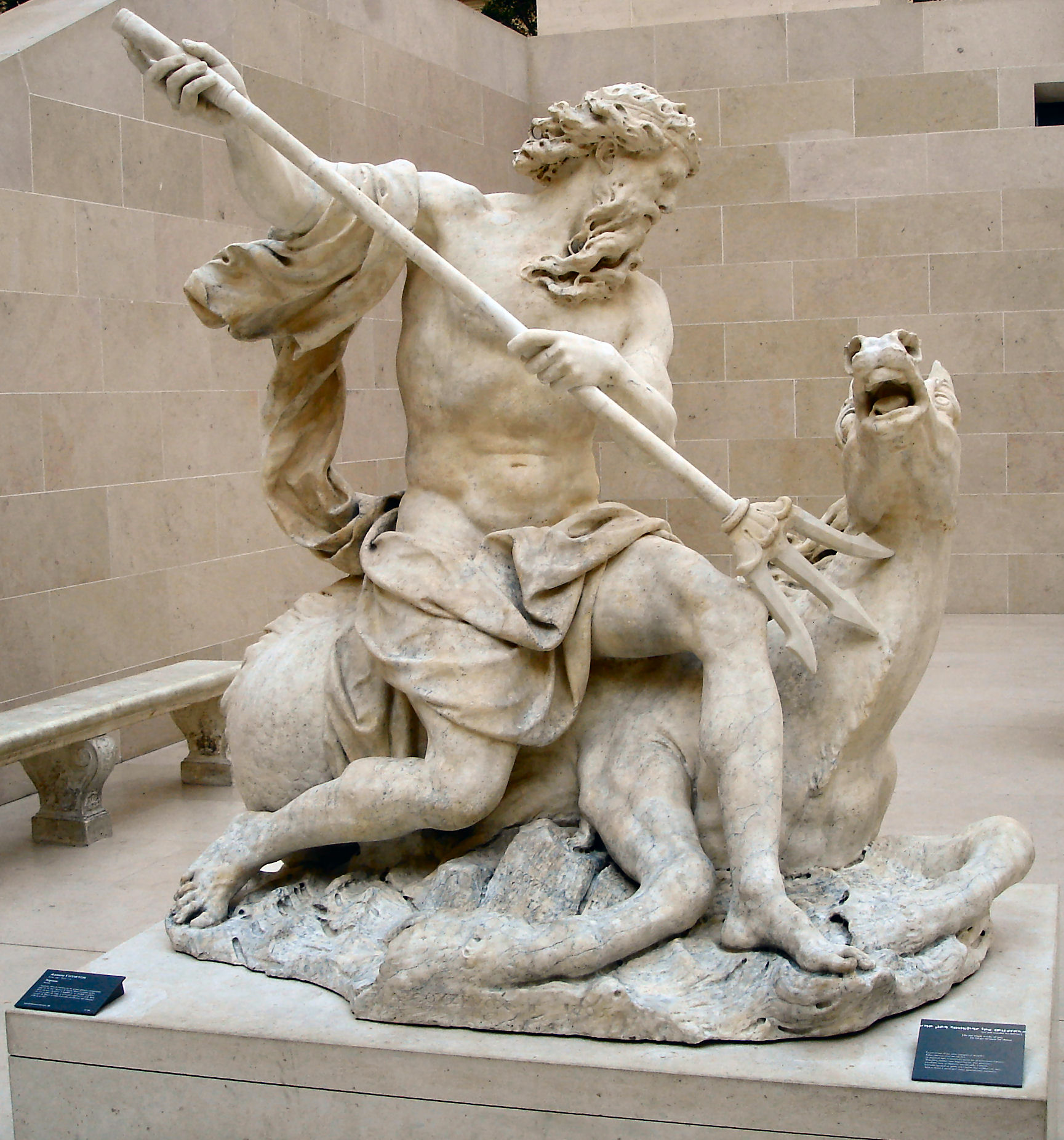
〈넵투누스〉 (1699년~1705년), 마를리궁에 설치되었던 작품으로 현 루브르 박물관 소장.
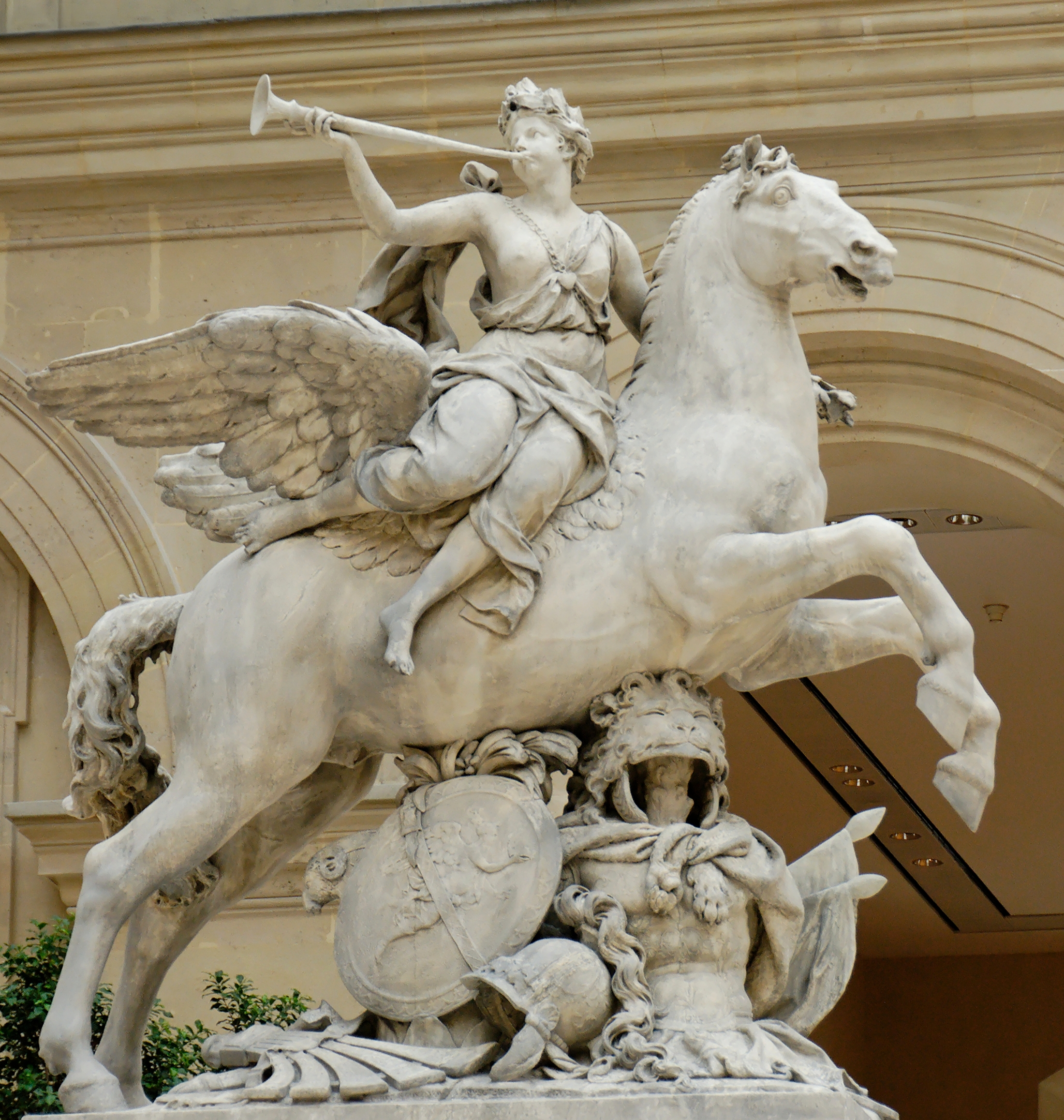
〈루이 14세의 페메〉 (1702년), 마를리궁에 설치되었으나 1719년 튀일리 정원으로 이전됐다. 현 루브르 박물관 소장.
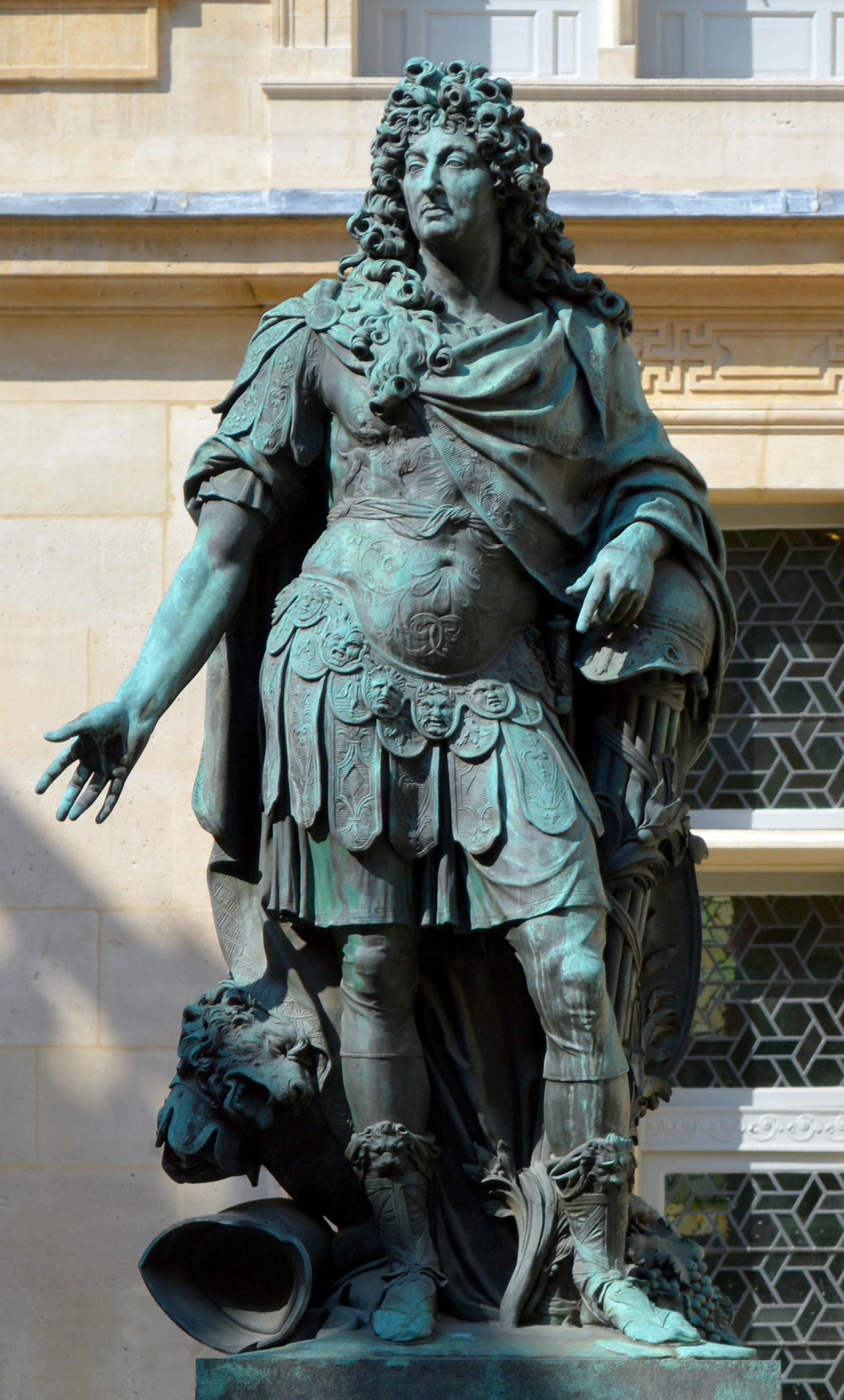
〈루이 14세〉 청동상, 카르나발레 박물관 소장
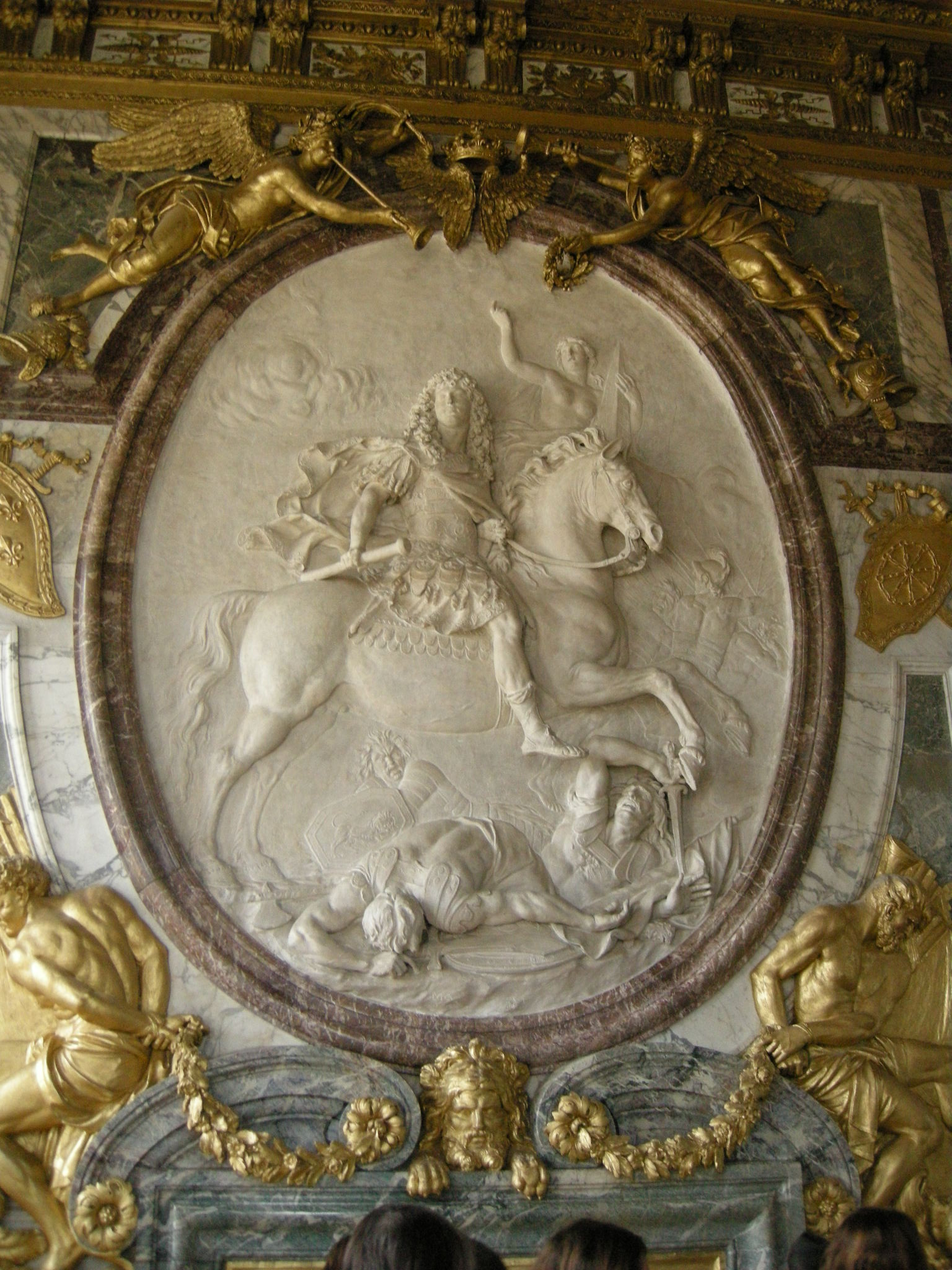
〈루이 14세의 부조 기마상〉, 베르사유궁 소장
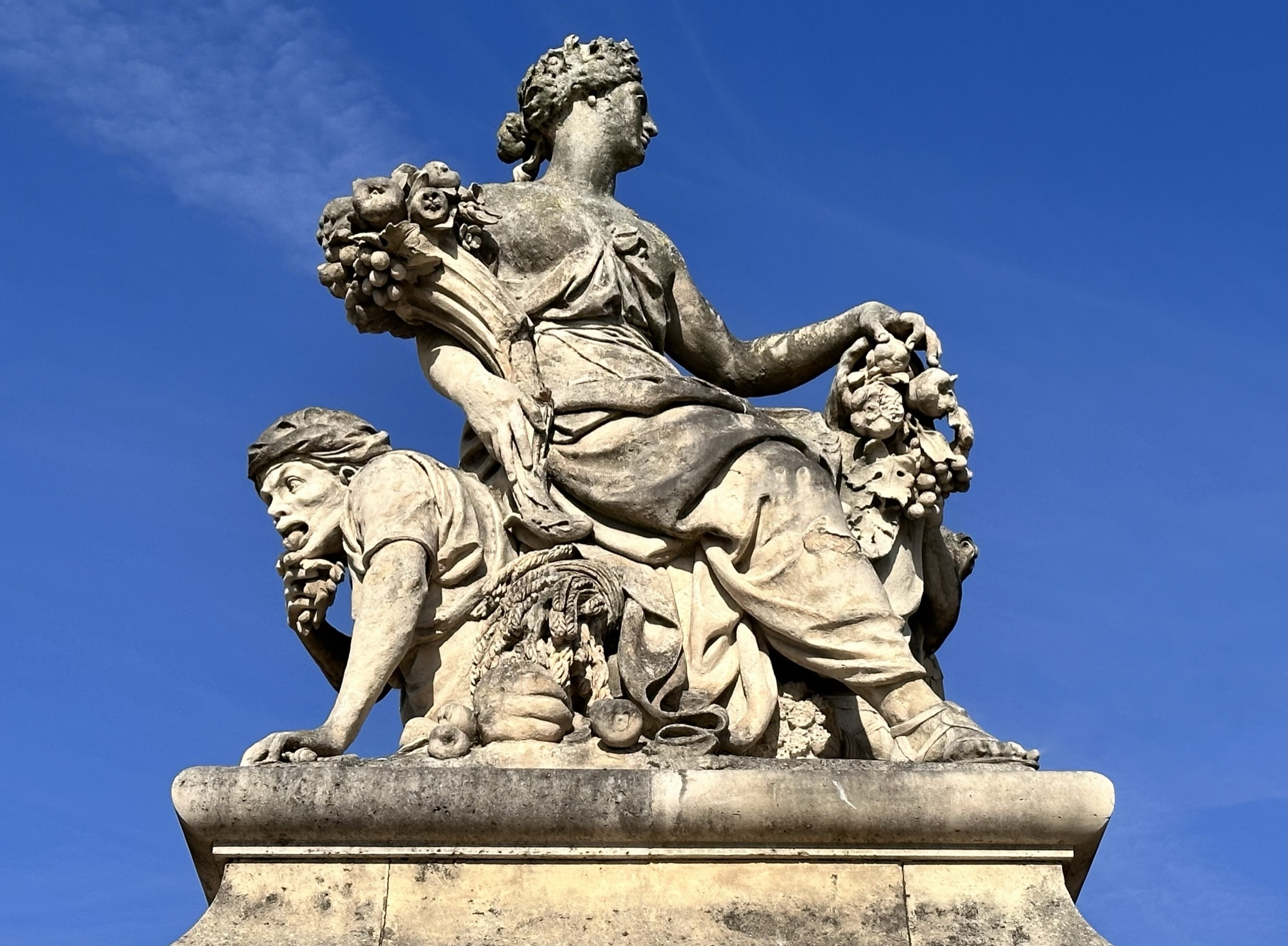
베르사유궁 뒤푸르관 (Dufour)에 설치된 〈풍요의 여신상〉 (L'Abondance)

### 흉상
야외 기념 조각상 외에도 당시 유명인의 흉상을 여러 점 남겼다. 쿠아즈보의 흉상은 너무나도 정확하다는 찬사를 받았으며, 자신이 조각한 장본인에게 따로 아첨하지 않더라도 세부묘사나 정밀도, 자세 등으로 특별한 위엄을 부여하고자 했다는 평가다.
다음은 쿠이즈보가 남긴 대표작의 목록이다.
- 루이 14세의 흉상- 나르본 박물관 소장
- 루이 15세의 흉상- 베르사유궁 소장
- 장바티스트 콜베르의 흉상
- 쥘 마자랭 추기경의 흉상 - 콜레주 데 카트르나시옹 교회 소장
- 루이 2세 드 부르봉콩데의 흉상 - 루브르 박물관 소장
- 마리아 테레지아의 흉상
- 튀렌 자작 앙리 드 라 투르 도베르뉴의 흉상
- 보방 후작의 흉상
- 부이용 추기경의 흉상
- 멜시오르 드 폴리냐크의 흉상
- 뒤크 드 숄느의 흉상 - 내셔널 갤러리 오브 아트 소장
- 프랑수아 페넬롱의 흉상
- 장 라신의 흉상
- 앙드레 르 노트르의 흉상 - 생로슈 교회 소장
- 자크베니뉴 보쉬에의 흉상 - 루브르 박물관 소장
- 다르쿠르 백작의 흉상
- 빌헬름 에곤 폰 퓌어스텐베르크 추기경의 흉상
- 샤를 르브룅의 흉상 - 루브르 박물관 소장

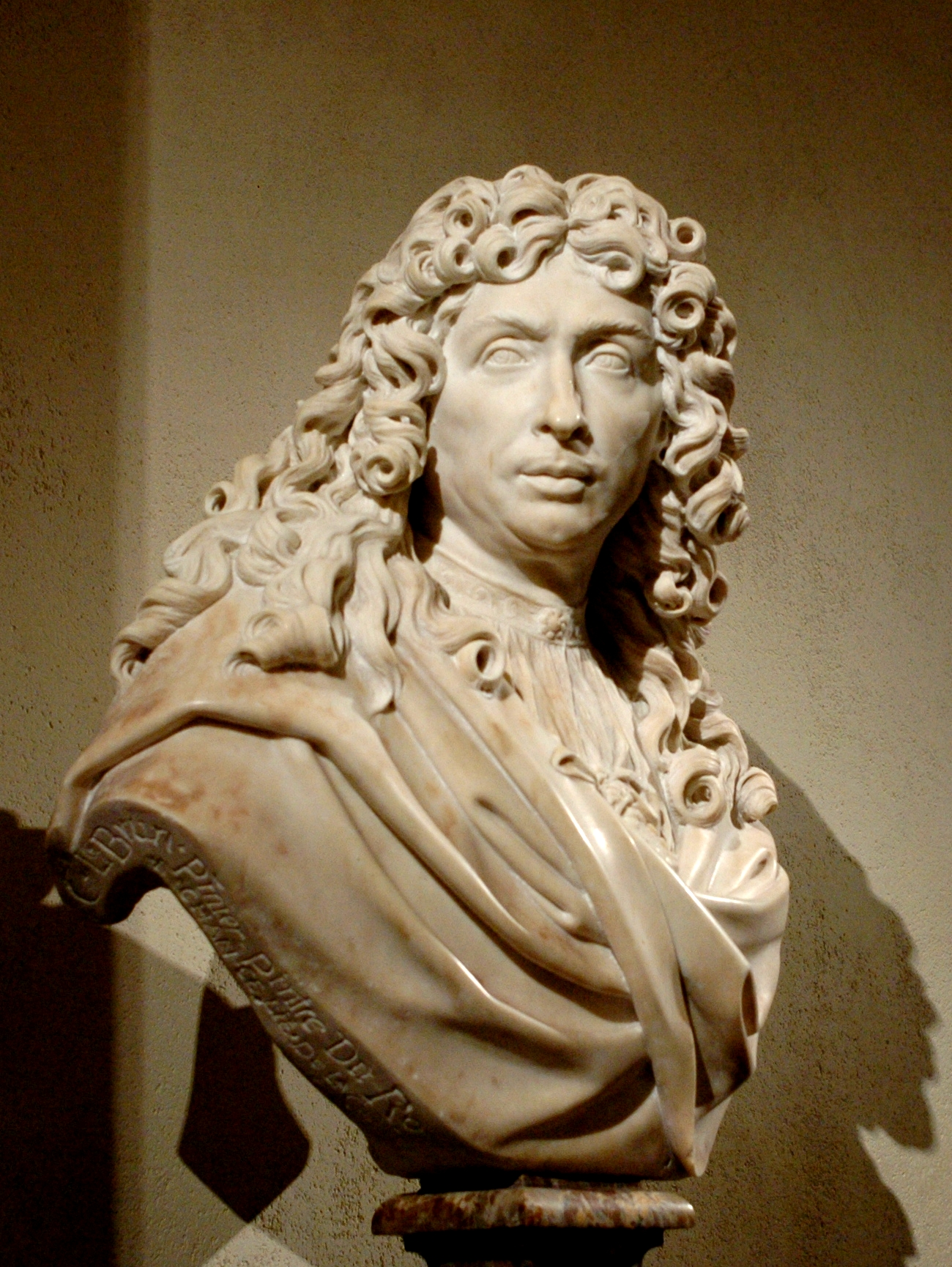
〈샤를 르브룅〉(1676년), 루브르 박물관 소장
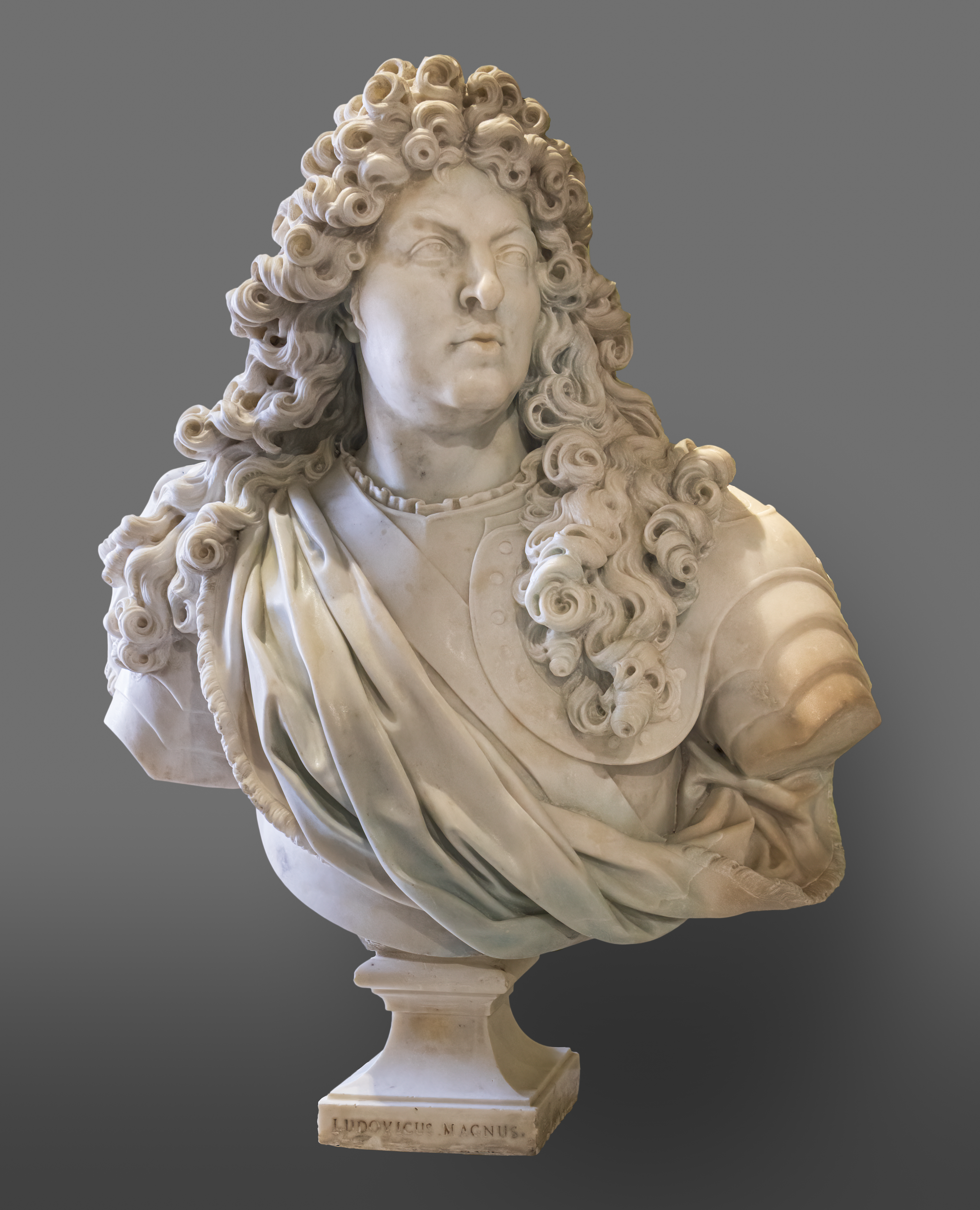
〈루이 14세〉 (1680년), 나르본 박물관 소장
〈장바티스트 콜베르〉, 루브르 박물관 소장
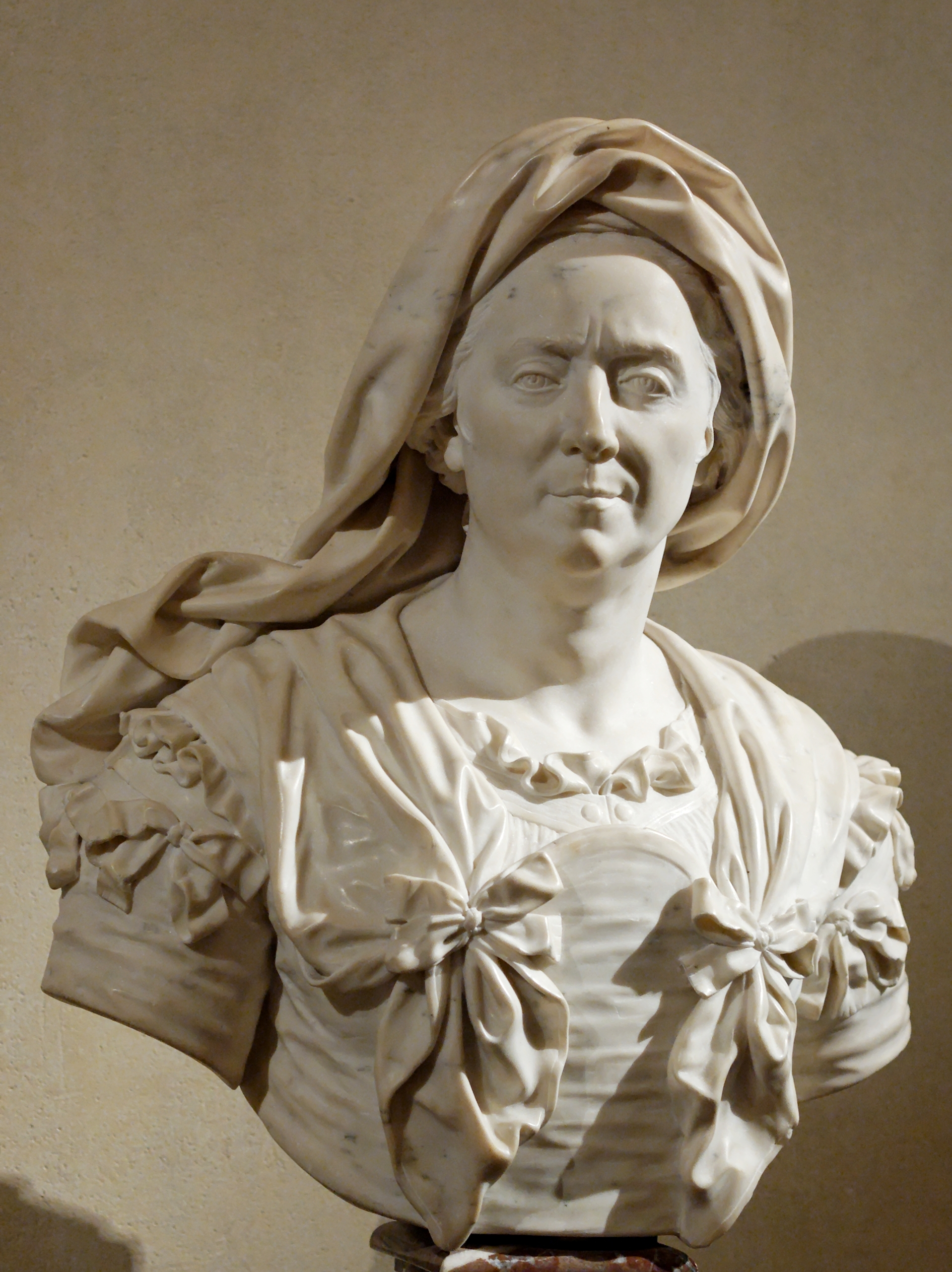
〈이아생트 리고의 어머니 마리 세르〉(1706년), 루브르 박물관 소장
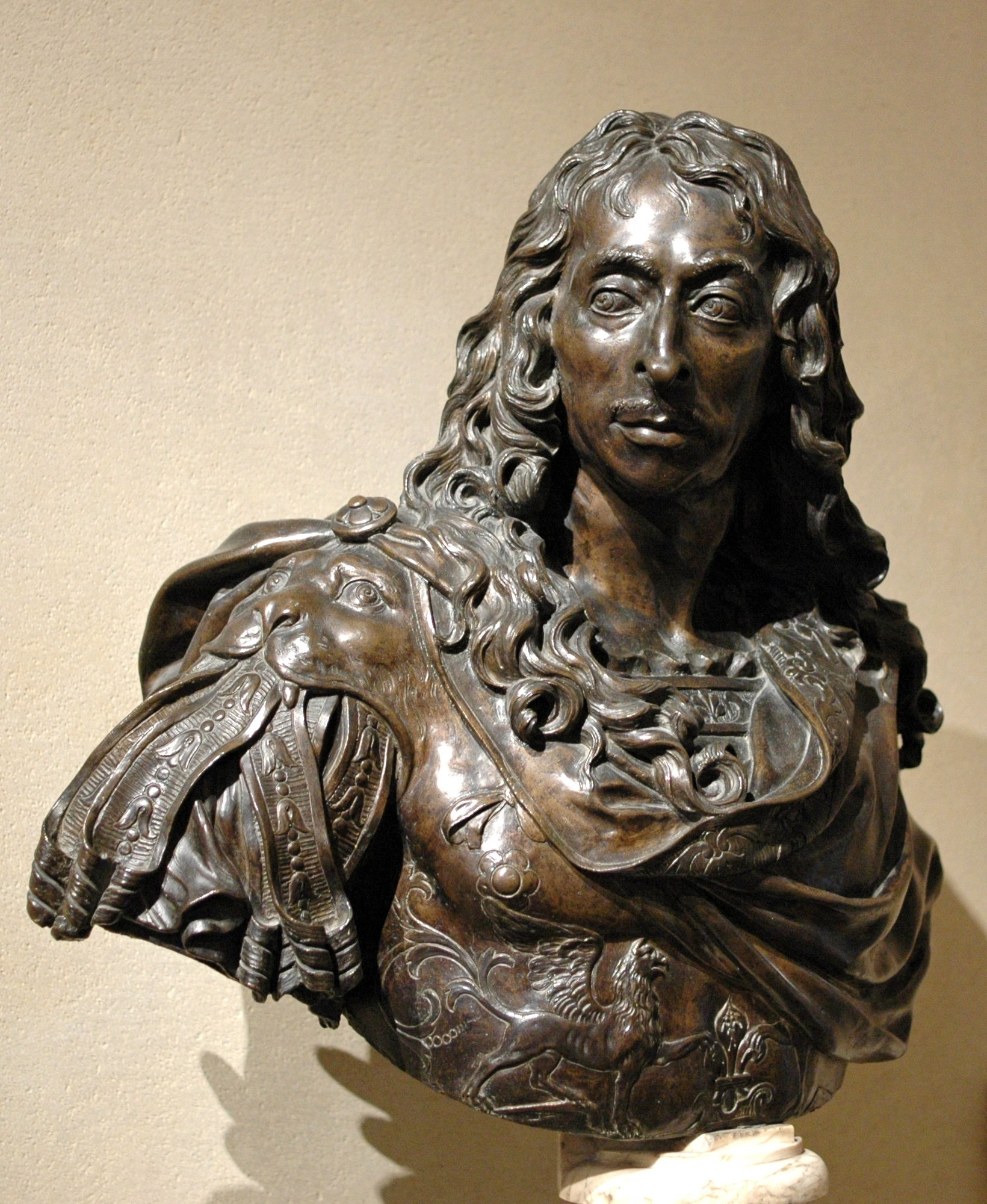
〈루이, 그랑 콩데〉, 루브르 박물관 소장
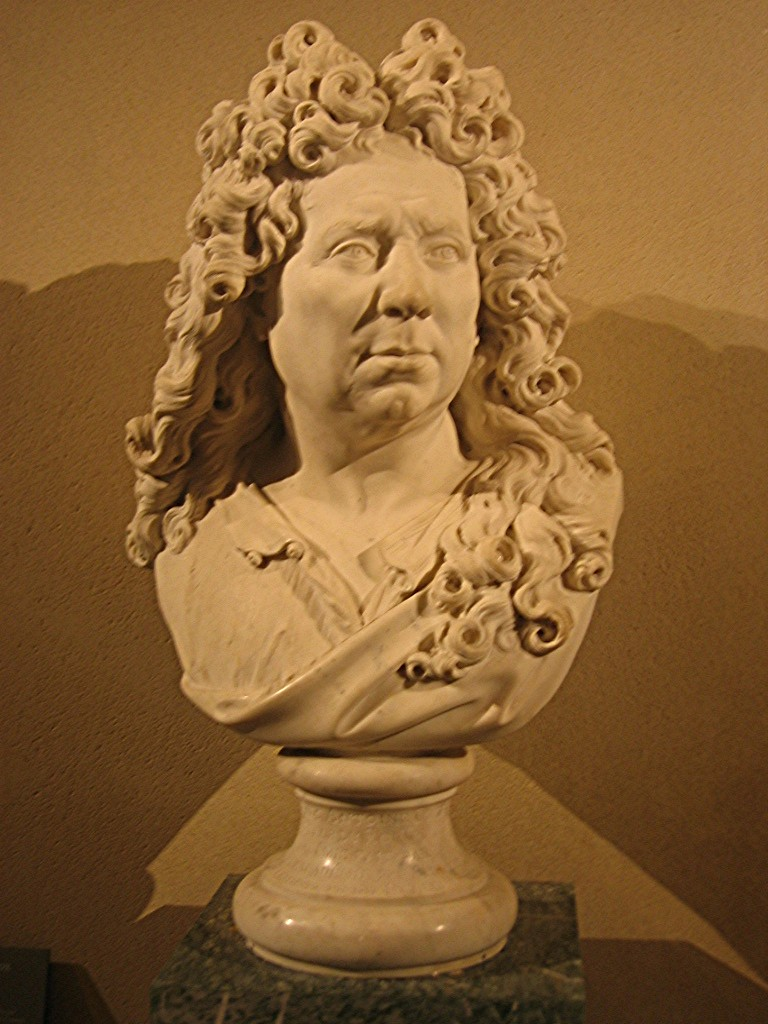
〈자화상〉, 루브르 박물관 소장

## 참고 문헌
- Geese, Uwe (2015). 〈Section on Baroque sculpture〉. 《L'Art Baroque – Architecture – Sculpture – Peinture》 French translation from German판. Cologne: H.F. Ulmann. ISBN 978-3-8480-0856-8.
- Benoist, L. (1930). 《Coysevox》. Séries Les Maîtres de l'art. Paris.
- Souchal, François; de La Mourèyre, Françoise; Dumuis, Henriette (1977). 《French Sculptors of the 17th and 18th Centuries, the Reign of Louis XIV, Catalogue A-F》. Oxford: Bruno Cassirer.